# Райхенбах (притока Каля)
Райхенбах (нім. Reichenbach) — річка у Німеччині, протікає по землі Баварія, річковий індекс — 247726. Загальна довжина річки — 5 км. Висота витоку — 320 м. Висота гирла — 170 м.
Річкова система річки — Каль → Майн (приплив Рейну) → Рейн.